# ジュリアーノ・イン・カンパーニア
ジュリアーノ・イン・カンパーニア（イタリア語: Giugliano in Campania）は、イタリア共和国カンパニア州ナポリ県にある都市であり、その周辺地域を含む人口約12万人の基礎自治体（コムーネ）。ナポリに次ぎ、県内第二位のコムーネ人口を持つ。

## 地理

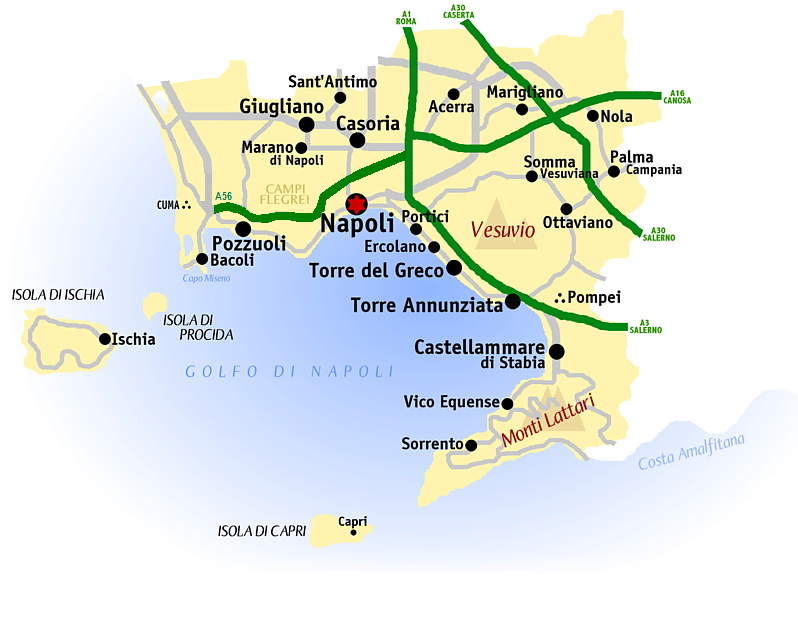
ナポリ県概略図

### 位置・広がり
ジュリアーノ・イン・カンパーニアの市街は、ナポリ中心部から北北西へ10km、カゼルタから南西へ19kmの距離にある。自治体としてのジュリアーノ・イン・カンパーニアは、西にティレニア海に面する広大な市域を持ち、面積は94.19km2に及ぶ。ジュリアーノ・イン・カンパーニアの市街は、ティレニア海岸から約15km離れた内陸にあり、コムーネの東部に偏って位置する。

#### 隣接コムーネ
隣接するコムーネは以下の通り。括弧内のCEはカゼルタ県所属を示す。
| - カステル・ヴォルトゥルノ (CE) - 西 - ヴィッラ・リテルノ (CE) - 北西 - サン・チプリアーノ・ダヴェルサ (CE) - 北西 - カザペゼンナ (CE) - 北西 - トレントラ＝ドゥチェンタ (CE) - 北西 - パレーテ (CE) - 北西 - ルシャーノ (CE) - 北 - アヴェルサ (CE) - 北 | - サンタンティモ - 北東 - メリート・ディ・ナーポリ - 南東 - ムニャーノ・ディ・ナーポリ - 南東 - ヴィッラリッカ - 南 - クアリアーノ - 南西 - ポッツオーリ - 南西 - クアルト - 南西 |

## 行政

### 分離集落
ジュリアーノ・イン・カンパーニアには、以下の分離集落（フラツィオーネ）がある。
- Lago Patria, Licola, Varcaturo